# Pilocrocis chathamalis
Pilocrocis chathamalis là một loài bướm đêm trong họ Crambidae.